# George al VI-lea al Regatului Unit
George al VI-lea (engleză George VI of the United Kingdom, pe numele sau întreg Albert Frederick Arthur George); (n. 14 decembrie 1895, Norfolk, Anglia, Regatul Unit al Marii Britanii și Irlandei – d. 6 februarie 1952, Sandringham, Anglia, Regatul Unit) a fost rege al Marii Britanii, al Irlandei și al altor dominioane britanice, împărat al Indiei din 11 decembrie 1936 până la decesul său din 6 februarie 1952.
A fost cunoscut înainte de încoronare ca prințul Albert, în copilărie prinț de York, și mai târziu ducele Albert de York, iar în cercul familiei era chemat „Bertie”. Își datora numele de Albert faptului că s-a născut la 14 decembrie, ziua comemorării decesului Prințului Consort Albert, soțul reginei Victoria. 
Fiind cel de-al doilea fiu al regelui George al V-lea și-a petrecut primii ani în umbra fratelui său mai mare, Eduard, moștenitorul tronului. A servit în Marina Militară Regală în timpul primului război mondial și după război, a avut o serie de angajamente publice. S-a căsătorit cu Elizabeth Bowes-Lyon, în 1923, și au avut două fiice, Elizabeth (viitoarea regină Elisabeta a II-a) și Margaret.
La moartea tatălui său în 1936, Eduard al VIII-lea preia tronul englez. Totuși, în mai puțin de un an, Eduard își exprimă dorința de a se căsători cu americana Wallis Simpson. Din motive politice și religioase premierul britanic, Stanley Baldwin, l-a sfătuit pe rege să nu se căsătorească și să rămână rege. Eduard a abdicat și s-a căsătorit. Prin acest act, unic în 2000 de ani de istorie britanică, George al VI-lea devine rege și cel de-al treilea monarh al casei de Windsor.

## Primii ani

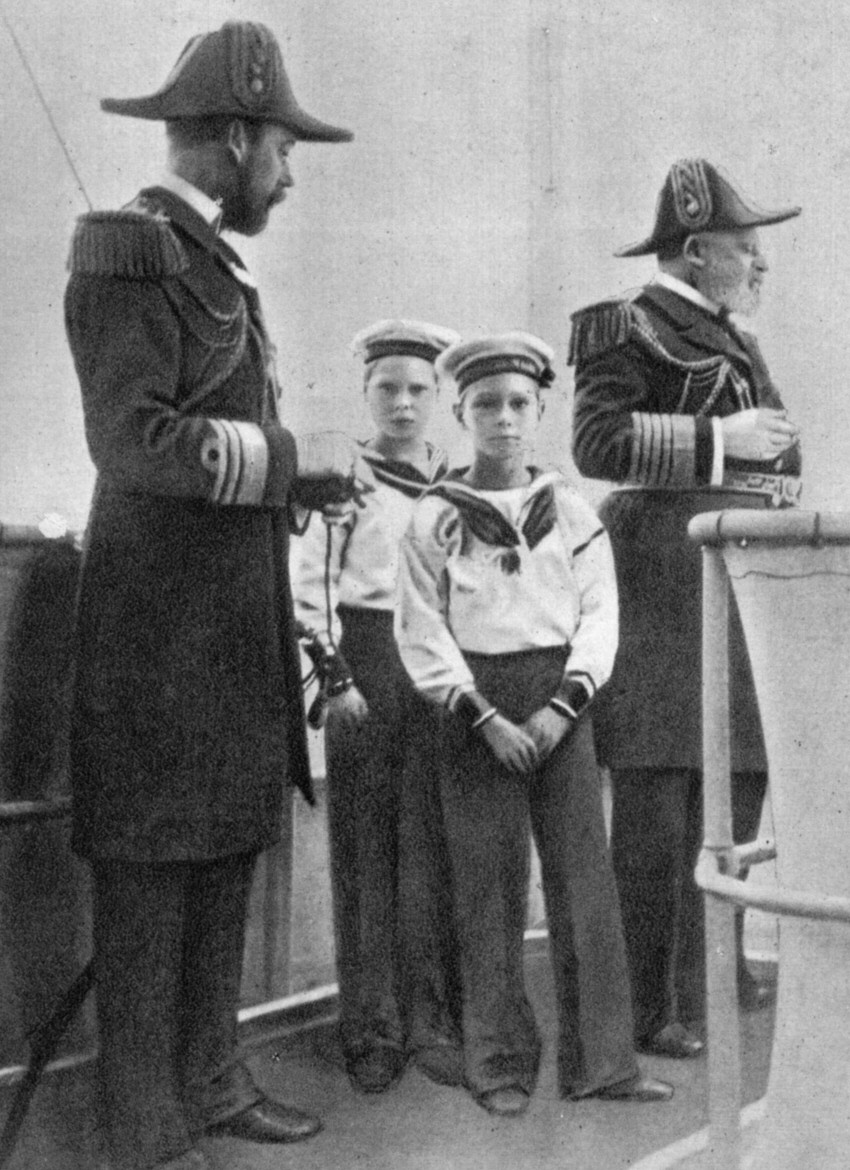
Patru regi: Regele Edward al VII-lea (dreaptă), fiul său George, Prinț de Wales (stângă) și nepoții Prințul Albert (prim plan) și Eduard (spate), c. 1908.

Când Eduard al VII-lea a murit la 6 mai 1910, tatăl lui Albert a devenit regele George al V-lea. Prințul Eduard a fost numit Prinț de Wales, la 2 iunie 1910, iar Albert, era al doilea moștenitor în linia de succesiune la tronul britanic.

În timpul Primului Război Mondial a servit în Marina Militară Regală; a participat la bordul navei Collingwood în Bătălia de la Iutlanda (31 mai - 1 iunie 1916), care s-a încheiat ca o victorie tactică pentru Germania, dar o victorie strategică pentru Regatul Unit.
După război, Prințul Albert a studiat istoria și economia pentru un an la Trinity College, Cambridge, din octombrie 1919.  La 3 iunie 1920, Prințul Albert a fost numit Duce de York, Conte de Inverness și Baron Killarney.
Discursul său în public unde din cauza timidității sale, uneori se bâlbâia, făcea să aibă o imagine mai puțin impresionantă decât cea a fratelui său mai mare, Eduard. Cu toate acestea, era activ fizic și se bucura să joace tenis.

La 26 aprilie 1923, la Catedrala Westminster s-a căsătorit cu Elizabeth Bowes-Lyon, care era descendentă a regelui Robert I al Scoției și a regelui Henric al VII-lea al Angliei.

## Domnia
La mai puțin de un an de când Eduard a devenit rege, la 11 decembrie 1936, Eduard al VIII-lea abdică de la tron pentru a se putea căsători cu Wallis Warfield Simpson. Eduard a fost avizat de către prim-ministrul Stanley Baldwin că nu va putea rămâne regele după căsătoria cu o femeie divorțată de două ori și cu ambii foști soți în viață. Eduard a ales abdicarea, astfel, Prințul Albert Duce de York, devine rege, o poziție pe care a fost reticent în a o accepta.
Albert și-a luat titlu de George al VI-lea, pentru a sublinia continuitatea politicii tatălui său și restaurarea încrederii în monarhie. Începutul domniei a fost în jurul incertitudinii legate de titlurile și poziția pe care o ocupa fostul rege, Eduard. Pentru a soluționa această problemă, primul act al actualului rege a fost să confere fratelui său titlul de ASR (Alteța Sa Regală) Duce de Windsor dar soția și viitorii copii nu aveau dreptul la acest titlu. George al VI-lea a fost, de asemenea, obligat să cumpere reședințele regale Castelul Balmoral și Sandringham House de la Prințul Eduard.
Riscul crescut al războiului din Europa a dominat începutul domniei lui George al VI-lea. Regele era obligat constituțional să sprijine poziția primului ministru Neville Chamberlain față de Adolf Hitler. Când regele și regina l-au întâmpinat pe Chamberlain la întoarcerea de la negocierea Acordului de la München în 1938 l-au invitat să apară în balcon, cu ei. Această asociere publică a monarhiei cu un om politic a fost excepțională, aparițiile în balcon erau, în mod tradițional, limitate la familia regală.

## Titluri, onoruri și arme
| See adjacent text             |
| Stema de arme ca Duce de York |

|                                                                           |
| Stema de arme ca George al VI-lea al Regatului Unit (cu excepția Scoției) |

|                                             |
| Stema de arme ca George al VI-lea în Scoția |

|                         |
| Stema de arme în Canada |